# Принцип адаптації
При́нцип адапта́ції
Див. також Адаптативні системи автоматичного регулювання
Успішний розвиток кібернетики дозволив застосувати в автоматичних системах новий принцип керування — принцип адаптації (пристосування). Характерна особливість цього принципу — здатність системи до самонастройки (налагодження) при зміні характеристик об'єкта керування, властивостей вхідного сигналу і діючих збурень. По суті в залежності від зовнішніх умов у цих системах з метою найкращого керування об'єктом змінюється спосіб функціонування системи або її структура.
Для досягнення необхідних показників якості процесу керування до основної системи підключені такі додаткові пристрої, які створюють контур самоналагодження:
- пристрій аналізу вхідного сигналу, що оцінює властивості вхідного сигналу, наприклад, швидкість і прискорення зміни задаючого впливу, а також визначає спектральну щільність збурень. Такий аналіз необхідний для вибору критерію оптимальності системи;
- пристрій аналізу об'єкта, призначений для оцінки змін динамічних характеристик керованого об'єкта;
- обчислювальний пристрій, що визначає спосіб зміни характеристик основного керуючого пристрою (параметрів, структури або закону керування) на основі закладених в ньому критеріїв оптимальності системи;
- виконавчий пристрій контуру самона-лагодження, виконує функцію настройки керуючого пристрою відповідно до сигналів, які надходять від обчислювального пристрою.

Роботу контуру самоналагодження можна представити як процес автоматичної настройки керуючого пристрою основної системи за сукупністю поточної інформації про змінні умови роботи для досягнення поставленої мети керування.